# Свети Никола (Новаке)
Вижте пояснителната страница за други значения на Свети Никола.
„Свети Никола“ (на македонска литературна норма: „Свети Никола“) е средновековна православна църква в положкото село Новаке, Северна Македония. Част е от Тетовското архиерейско наместничество на Тетовско-Гостиварската епархия на Македонската православна църква – Охридска архиепископия.
Църквата е разположена на малка височина, на 200 метра южно от Новаке, което днес е албанско мюсюлманско село. Представлява малка еднокорабна църква с некропол, посветена на Свети Николай. Около нея се виждат каменни плочи от гробни конструкции.
В надпис в църквата се казва, че е изписана в 7085 (=1577 г.) при скопския и положки митрополит Никанор.